# Down Among the Z Men
Down Among the Z Men è un film comico del 1952 diretto da Maclean Rogers. È inedito in Italia.
Nel film recitano i membri dei Goons: Spike Milligan, Peter Sellers, Michael Bentine e Harry Secombe.

## Trama
Harry Jones è commesso in un negozio ma è anche un attore dilettante nel teatro locale, dove attualmente interpreta un ispettore di Scotland Yard nella recita Batts of the Yard. Quando il distratto professor Osrick Purehart lascia una formula militare segreta nel negozio, ne deriva il caos quando due agenti segreti sospetti (in realtà spie nemiche), che hanno seguito il professore, interrogano Harry riguardo al professore, nessuno di loro si rende conto che Harry ora ha la formula in suo possesso. Convinto dalle due spie a seguire il professore, Harry si reca in una postazione dell'esercito, Camp Warwell, dove viene erroneamente arruolato nella brigata "Z", apparentemente un'unità d'élite a guardia di segreti atomici ma in realtà un gruppo disordinato di riservisti, di marginale (al massimo) competenza. Le spie rapiscono un aiutante di campo appena assegnato e uno di loro lo impersona per ottenere l'ingresso a Camp Warwell.
Al comandante del posto, il colonnello Bloodnok, è stata assegnata per motivi di sicurezza una presunta "figlia" che in realtà è un'agente operativo dei servizi segreti britannici. Harry presto si innamora della "figlia" del colonnello e i due lavorano insieme per sventare un tentativo degli agenti segreti di rubare la formula del professor Purehart.

## Produzione
Down Among the Z Men è l'unico film nel quale recitano tutti e quattro i membri dei Goons; Bentine era assente in Penny Points to Paradise del 1951. Nel film, Bentine, Milligan e Sellers ripropongono i loro personaggi radiofonici, sebbene il Neddy Seagoon di Secombe fu rimpiazzato dal meno rancoroso Harry Jones.
Le riprese si svolsero nei Maida Vale Studios di Londra, e durarono due settimane circa. Milligan, che aveva scritto gran parte dei testi radiofonici dei Goons, non ebbe nessun ruolo creativo nella scrittura della sceneggiatura del film. Bentine raccontò nel corso di un'intervista successiva che lo scarso budget a disposizione costrinse il regista Maclean Rogers a girare solo una volta molte delle scene. Rogers, tuttavia, riuscì ad incorporare due numeri di ballo nel film con delle showgirl nei panni di donne soldato che si esercitano per un talent show.

## Distribuzione
Down Among the Z Men non fu un successo commerciale in Gran Bretagna. Dato che i Goons erano pressoché sconosciuti negli Stati Uniti all'epoca, il film non venne lì distribuito. Anni dopo, quando Peter Sellers era ormai diventato una famosa stella del cinema a livello internazionale, una copia pirata del film in 16mm circolò in America, talvolta con il titolo The Goon Show Movie.